# Romeo Bonomelli
Romeo Bonomelli (Bergamo, 30 giugno 1871 – Bergamo, 24 settembre 1943) è stato un pittore italiano ottocentesco formatosi presso l'Accademia Carrara di Bergamo alla scuola del noto ritrattista ligure Cesare Tallone.

## Biografia
Allievo della Scuola di Pittura dell’Accademia Carrara dal 1883 al 1896, dove è compagno di Giuseppe Pellizza da Volpedo ed Edoardo Berta, frequenta i corsi di Enrico Scuri e di Cesare Tallone, dal quale apprende la lezione del vero, l’attenzione ai valori della luce e il robusto impianto del disegno. 
Esordisce nel 1894 alla Seconda Esposizione di Belle Arti di Brera, l'anno successivo è alla mostra del Circolo Artistico Bergamasco (della quale sarà segretario e vicepresidente), dove espone il suo capolavoro giovanile Ombrellino Rosso (Dopo la passeggiata).
Nel 1898 partecipa all'Esposizione Generale di Torino, nel 1904 all'Esposizione mondiale di St. Louis con la premiata Finestra del mio studio, nel 1906 all'Esposizione internazionale di Milano e all'Esposizione italiana a Londra.
Nel 1913, unitamente a Luigi Angelini, ai fratelli Galizzi e a Fermo Taragni è tra i fondatori della Società degli Acquafortisti di Bergamo, specializzandosi in questa tecnica dove sfrutta le sue doti disegnative e la sua abilità nell’utilizzo del chiaroscuro.
Negli anni Venti si dedica alla riproduzione di soggetti prevalentemente sacri, in particolare a scene tratte dall’Antico e dal Nuovo Testamento e stabilisce il proprio atelier presso il convento della Masone di Bergamo.
Muore a Bergamo nel 1943.

## Stile
Dopo gli esordi legati ai cardini veristi appresi dal maestro Cesare Tallone, Bonomelli dimostra una precoce maturità in Ombrellino Rosso (Dopo la passeggiata), opera di stampo divisionista che sfocia in tratti aderenti al simbolismo, sicuramente influenzata dalla stretta frequentazione con Giuseppe Pellizza da Volpedo (evidente anche in I falciatori, esposta all’Accademia Carrara nel 1900 e Notturno in via S. Tommaso del 1902).

## Opere principali su tela
- Ritratto di Angela Bonomelli o Ombrellino Rosso (Dopo la passeggiata) (1894), olio su tela, Accademia Carrara, Bergamo[6];
- I falciatori (1900), olio su tela, collezione privata;
- Notturno in via San Tommaso (1902)
- Ritratto di signora (1904), olio su tela, collezione privata;
- Ritratto di Elia Fornoni (1904), olio su tela, collezione privata;
- Finestra del mio studio (1904), olio su tela, collezione privata;
- La festa del grano (1905), olio su tela, collezione privata;
- A sera (1906), olio su tela, collezione privata;
- Cristo e le pecore (1907), olio su tela, collezione privata;
- La fiera di Sant'Antonio (1907), olio su tela, collezione privata;
- Notturno (1908), olio su tela, collezione privata;
- Autoritratto (1908), olio su tela, collezione privata;
- Le Epistole di San Paolo (1908), olio su tela, collezione privata;
- Piazza di Bergamo (1918), olio su tela, collezione privata;
- Ritratto della famiglia Carminati (1919], olio su tela, Fondazione Istituti Educativi di Bergamo.

## Dipinti murali
- Cena a casa di Simone (1913)
- Gesù Cristo nell'orto (1913)
- San Giovanni evangelista (1913)
- San Matteo evangelista (1913)
- San Luca evangelista (1913)
- San Marco evangelista (1913)
- Gloria dell'eucaristia (1913)
- Gesù Cristo crocifisso (1913)
- Predicazione di Paolo in Atene e la Gloria del patrono (1925), Chiesa parrocchiale di San Paolo, Monte Marenzo[7]